# Cinéma 16
Cinéma 16 est une collection de téléfilms français, produite de 1975 à 1991 par FR3 et créée par Jack Jacquine.

## Liste de 1975 à 1991
Liste des téléfilms avec la date de diffusion. Toutes les années sont à compléter.
- 1975
  - Esquisse jeune femme sens dessus-dessous d'Alain Boudet (diffusé le 11 octobre)
- 1976
  - La Maison d'Albert de Bruno Gantillon (diffusé le 14 février)
  - La Manipulation de Denys de La Patellière (diffusé le 24 mars)
  - Les Lavandes et le réséda de Jean Prat (diffusé le 21 avril)
  - La Limousine de Paul Seban (diffusé le 19 mai)
  - Un été à Vallon  de Jean-Daniel Simon (diffusé le 23 juin)
  - Ne pas déranger de Jean Cayrol (diffusé le 24 juillet)
  - Le Temps d'un regard de Boramy Tioulong (diffusé le 4 septembre)
  - La Vie en pièces de Daniel Moosmann (diffusé le 6 octobre)
  - Au bout du compte de Gérard Chouchan (diffusé le 17 octobre)
  - Le Berger des abeilles de Jean-Paul Le Chanois (diffusé le 24 novembre)
  - Journal d'un prêtre ouvrier de Maurice Failevic (diffusé le 1er décembre)
  - Voici la fin mon bel ami de Bernard Bouthier (diffusé le 15 décembre)
- 1977
  - Le Premier Voyage de Jacques Krier (diffusé le 5 janvier)
  - A6 de Bernard Maigrot (diffusé le 2 février)
  - La Fortunette de Pierre Cavassilas (diffusé le 9 mars)
  - Fugue à Waterloo de François Martin (diffusé le 13 avril)
  - L'Œil de l'autre de Bernard Queysanne (diffusé le 17 mai)
  - Le Dernier des Camarguais de Jean Kerchbron (diffusé le 5 juillet)
  - Tom et Julie de Nina Companeez (diffusé le 21 septembre)
  - Au bout du printemps de Bernard Dubois (diffusé le 5 octobre)
  - Esprit de suite de Jean Hennin (diffusé le 19 octobre)
  - Solitudes de Jacques Marbeuf (diffusé le 2 novembre)
  - L'Amuseur de Bruno Gantillon (diffusé le 7 décembre)
- 1978
  - La Femme rompue de Josée Dayan (diffusé le 1er février)
  - La Discorde de Georges Franju (diffusé le 22 mars)
  - Photo souvenir d'Edmond Séchan (diffusé le 10 mai)
  - La Maison de marbre de Jacques Trébouta (diffusé le 23 mai)
  - Le Rabat-joie de Jean Larriaga (diffusé le 28 juin)
  - Point commun de Olivier Descamps (diffusé le 13 septembre)
  - Améthiste ou La comédie de l'informatique de Claude de Givray (diffusé le 4 octobre)
  - Le Voyage de Selim de Régina Martial (diffusé le 25 octobre)
  - Thomas Guérin, retraité de Patrick Jamain (diffusé le 1er novembre)
- 1979
  - Fou comme François de Gérard Chouchan (diffusé le 10 janvier)
  - Un jour... entre chiens et loups  de Patrick Saglio (diffusé le 21 mars)
  - La Peine perdue ou le présent composé  de Charlotte Dubreuil (diffusé le 18 avril)
  - Les Jardins secrets de Jean Marboeuf (diffusé le 9 mai)
  - La Muse et la Madone de Nina Companeez (diffusé le 13 juin)
  - Le Dernier mélodrame de Georges Franju (diffusé le 30 juin)
  - Deux femmes aujourd'hui de Daniel Moosmann (diffusé le 11 juillet)
  - L'Œil du sorcier d'Alain Dhénaut (diffusé le 26 septembre)
  - Le Cadran solaire de Michel Wyn (diffusé le 17 octobre)
  - Thanatos Palace Hôtel de James Thor (diffusé le 14 novembre)
- 1980
  - Les Filles d'Adam de Eric Le Hung (diffusé le 16 janvier)
  - Le Temps d'une Miss de Jean-Daniel Simon (diffusé le 13 février)
  - C'est grand chez toi  de Patrick Jamain (diffusé le 5 mars)
  - Louis et Réjane[1] de Philippe Laïk (diffusé le 2 avril)
  - Il me faut un million de Gérard Chouchan (diffusé le 16 avril)
  - La Tisane de sarments de Jean-Claude Morin (diffusé le 10 mai)
  - Notre bien chère disparue d'Alain Boudet (diffusé le 4 juin)
  - Le Secret de Batistin de Jean Maley (diffusé le 9 juillet)
  - Irène et sa folie de Bernard Queysanne (diffusé le 17 septembre)
  - Chère Olga  de Philippe Condroyer (diffusé le 9 octobre)
  - L'Homme aux chiens de Bruno Gantillon (diffusé le 15 octobre)
  - Le Cœur en écharpe de Philippe Viard (diffusé le 5 novembre)
  - Lundi  de Edmond Séchan (diffusé le 3 décembre)
- 1981
  - Au bout du chemin de Daniel Martineau (diffusé le 7 janvier)[2]
  - Le Petit Pommier de Liliane de Kermadec (diffusé le 4 février)
  - Tout est à vendre ? de Jean Streff (diffusé le 11 mars)
  - Un paquebot dans la tête de Philippe Condroyer (diffusé le 1er avril)
  - Le Marteau-piqueur de Charles L. Bitsch (diffusé le 27 mai)
  - Le Professeur jouait du saxophone de Bernard Dumont (diffusé le 3 juin)
  - Une fugue à Venise de Josée Dayan (diffusé le 8 juillet)
  - La Jeune Fille du premier rang de Jacques Trébouta (diffusé le 23 septembre)
  - Le Fils-père de Serge Korber (diffusé le 7 octobre)
  - Trente hectares de bonne terre de Jean-Pierre Gallo (diffusé le 21 octobre)
  - Une mère russe de Michel Mitrani (diffusé le 4 novembre)
  - Le Pilon de James Thor (diffusé le 2 décembre)
  - Les Saltimbanques de Maurice Failevic (diffusé le 21 décembre)
- 1982
  - Je tue il de Pierre Boutron (diffusé le 13 janvier)
  - Comme un roseau d'Alain Dhénaut (diffusé le 10 février)
  - Quelque chose dans son rêve de Boramy Tioulong (diffusé le 10 mars)
  - Le Wagon de Martin de Patrick Saglio (diffusé le 24 mars)
  - Une faiblesse passagère de Colette Djidou (diffusé le 7 avril)
  - Délit de fuite de Paul Seban (diffusé le 5 mai)
  - L'Amour s'invente de Didier Decoin (diffusé le 4 juin)
  - Une autre femme de Hélène Misserly (diffusé le 7 juillet)
  - L'Enfant et les magiciens de Philippe Arnal (diffusé le 1er septembre)
  - La Dame de cœur de Jean Sagols (diffusé le 20 octobre)
  - Six jours à vivre de Gérard Chouchan (diffusé le 15 décembre)
- 1983
  - Pas perdus  de Jean-Daniel Simon (diffusé le 5 janvier)
  - Incertain Léo ou L'amour flou de Michel Favart (diffusé le 7 avril)
  - Le Château faible de Jean Larriaga (diffusé le 5 mai)
  - Microbidon de André Halimi (diffusé le 2 juin)
  - La Derelitta de Jean-Pierre Igoux (diffusé le 15 juin)[3]
  - Le Grand Braquet de Maurice Fasquel (diffusé le 7 juillet)
  - Le Bois-Cormier de Patrick Saglio (diffusé le 10 novembre)
  - Venise attendra de Daniel Martineau (diffusé le 1er décembre)
  - Un psy pour deux de Serge Korber (diffusé le 28 décembre)
- 1984
  - La Fête de Eric Le Hung (diffusé le 2 février)
  - La Groupie de Jean Streff (diffusé le 29 février)
  - Le Ressac  de Charles Paolini (diffusé le 22 mars)
  - La Vie telle qu'elle change de Nicole M. André (diffusé le 25 avril)
  - Besoin d'amour à Marseille de Bernard Bouthier (diffusé le 7 juin)
  - Sortie interdite de Patty Villiers (diffusé le 26 juin)
  - La Fuite de Pierre Bureau (diffusé le 5 juillet)
  - La Mèche en bataille de Bernard Dubois (diffusé le 19 septembre)
  - Le Cœur dans les nuages de François Dupont-Midy (diffusé le 27 décembre)
- 1985
  - Le Soleil des autres de Guy Jorré (diffusé le 14 mars)
  - L'Homme des couloirs de Charles L. Bitsch (diffusé le 13 juin)
  - Les Idées fausses de Eric Le Hung (diffusé le 7 novembre)
  - Vingt ans d'absence de Bernard Saint-Jacques (diffusé le 27 décembre)
- 1986
  - La Femme de sa vie de Michel Favart (diffusé le 13 février)
  - Noël au Congo de Patrick Gandery-Réty (diffusé le 26 février)
  - Jours de sable de Youri (diffusé le 20 mars)
  - Oscar et Valentin de François Dupont-Midi (diffusé le 17 avril)
  - Comme un poisson sans bicyclette de Jean-Claude Charnay (diffusé le 19 juin)
  - L'Amour tango de Régis Forissier (diffusé le 17 juillet)
  - Bleu-noir de Jacques Cornet (diffusé le 24 juillet)
  - Le Collier de velours de Jean Sagols (diffusé le 4 septembre)
  - Domicile adoré, do mi si la do ré de Philippe Condroyer (diffusé le 27 novembre)
  - Le Cadeau de Sébastien  de Franck Apprederis (diffusé le 24 décembre)
- 1987
  - Le Prix d'un homme de Guy Jorré (diffusé le 22 janvier)
  - La Vieille Dame et l'Africain d'Alain Dhouailly (diffusé le 19 février)
  - Johnny Monroe de Renaud Saint-Pierre (diffusé le 11 septembre)
  - Le Buvard à l'envers de Pierre Boutron (diffusé le 15 octobre)
  - Le Loufiat de Michel Boisrond (diffusé le 5 novembre)
- 1988
  - Le Bal d'Irène de Jean-Louis Comolli (1987) (diffusé le 1er janvier)[4],[5]
  - Staccato de André Delacroix (diffusé le 7 janvier)
  - L'Amoureuse de Jacques Doillon (diffusé le 4 février)
  - L'Énigme des sables[6] de Philippe Vallois (diffusé le 7 juillet)
  - Droit d'asile d'Alain Hattet (diffusé le 2 août)
  - Les Grenadines de Patrick Jamain (diffusé le 10 août)
  - Paysage d'un cerveau de Emilio Pacull (diffusé le 31 août);
  - La Ruelle au clair de lune d'Édouard Molinaro d'après Stefan Zweig (diffusé le 10 novembre)
- 1989
  - Mortelle saison de Jacques Cornet (diffusé le 17 janvier)
  - Steffie ou la vie à mi-temps  de Joël Séria (diffusé le 14 février)
  - Adieu Don Juan de Jean Larriaga (diffusé le 12 décembre)
- 1990
  - Un destin cannibale de Roger Guillot (diffusé le 6 juillet)
  - L'Amour aveugle de Guy Demoy (diffusé le 10 août)
- 1991
  - Le Jeu du roi de Marc Evans (diffusé le 19 février)